# کارلوس اراندا
کارلوس اراندا (انگلیسی: Carlos Aranda؛ زادهٔ ۲۷ ژوئیهٔ ۱۹۸۰) بازیکن فوتبال اهل اسپانیا است.
از باشگاه‌هایی که در آن بازی کرده‌است می‌توان به باشگاه فوتبال رئال مادرید سی، باشگاه فوتبال رئال ساراگوسا، باشگاه فوتبال رئال مورسیا، باشگاه فوتبال رئال مادرید، باشگاه فوتبال لوانته، باشگاه فوتبال نومانسیا، باشگاه فوتبال آلباسته بالومپیه، باشگاه فوتبال رئال مادرید کاستیا، باشگاه فوتبال لاس پالماس، باشگاه فوتبال اوساسونا، باشگاه فوتبال سویا، باشگاه فوتبال گرانادا، و باشگاه فوتبال ویارئال اشاره کرد.
وی همچنین در تیم ملی فوتبال زیر ۱۷ سال اسپانیا بازی کرده‌است.